# Tachov (okres Tachov)
Tachov (Duits: Tachau) is een stad in het westen van Tsjechië (regio Pilsen). De stad is hoofdstad van het district Tachov en ligt op 508 meter hoogte. Het ligt in het historische Sudetenland.
Tachov was tot 1945 een plaats met een overwegend Duitstalige bevolking. Na de Tweede Wereldoorlog werd de Duitstalige bevolking verdreven.